# Madonna studies
Los Madonna studies —traducidos al español como: Estudios Madonna o Estudios sobre Madonna— (y también conocidos como «Madonnaology/Madonna-ology»; literalmente en español: «Madonnología»), hacen referencia a las investigaciones académicas y análisis que abordan de forma interdisciplinar la vida y obra de la artista estadounidense Madonna desde múltiples perspectivas como las teorías crítica y feminista. A los entusiastas, académicos o estudiosos de la cantante de esta área, se les ha denominado Madonna scholars o Madonnologists.
Los estudios madónicos como también los llamó Óscar Contardo, a menudo se les asocia o clasifica bajo los estudios de medios, culturales y los de cultura popular. Entre los temas más tratados, que son variados y diversos, están los estudios de la mujer, de género y los estudios étnicos con temas relativos como el feminismo, racismo, teoría queer, la posmodernidad y el multiculturalismo.
Según distintas fuentes, el desarrollo de los Madonna studies ocurrió desde los años de 1980 y alcanzó notoriedad en la siguiente década cuando fue objeto de discusiones y debates por distintas razones entre varios académicos, filósofos, críticos teóricos y otros especialistas. Para otros, estos comentarios fueron un «fascinante» punto de contradicciones en sí mismos. Los Madonna studies continúan siendo un campo establecido, y han servido como punto de referencia ya sea para defender o criticar a otras corrientes de estudios de artes liberales.
Existen diversas obras y material escrito sobre Madonna en las esferas académicas gracias a estos estudios y como resultado, los expertos consideran que ha sido la artista más estudiada en las universidades y quizás la que más ha llamado la atención de la comunidad científica. Sobre las «gigantescas» proporciones bibliográficas y el gran volumen de escritura que gira en torno a ella, el erudito David Tetzlaff dijo: «Leer todo lo que se ha escrito sobre Madonna sería como mapear la inmensidad del cosmos» (c. 1993).

## Terminología
La palabra Madonna studies —traducida al español por algunas fuentes como: Estudios Madonna/ Estudios sobre Madonna— apareció a finales de la década de 1980 según la crítica musical Maura Johnston. Aunque los académicos que escribieron el libro The SAGE Handbook of Popular Music (2014) sugieren que es un término «informal». El filósofo y sociólogo austriaco Oliver Marchart al nombrarlos, lo escribió como «Madonna-Studies».
En otras definiciones, un numeroso grupo de autores, como lo son por nombrar algunos ejemplos: las profesoras Janice Radway y Suzanna Danuta Walters o la periodista Maureen Orth usaron las palabras «Madonnaology/Madonna-ology» para referirse a estos estudios. El crítico literario Óscar Contardo se refirió a ellos como «estudios madónicos» en un artículo en español que dedicó sobre el asunto, mientras varios autores como José Yunis notaron que la profesora E. Ann Kaplan (ca. 1980s) se refirió a ellos de «forma seria y formal» como «Madonna Phenomenon» (MP). Otras fuentes han citado la palabra «Madonna scholarship», para referirse per se a estos estudios o a casi cualquier otro contexto que tenga que ver con la intérprete en el mundo académico.

## Contexto histórico
De acuerdo al crítico literario Contardo, el profesor Luis Cárcamo-Huechante de la Universidad de Harvard situó los antecedentes para los «estudios madónicos» en la sensibilidad camp con el concepto propuesto en los años de 1960 por Susan Sontag, que aludía a la «fascinación por el artificio y la exageración». Contardo mismo pone como antecedente la corriente originada en Inglaterra con los estudios culturales cuando se empezó a analizar «el fenómeno de las celebridades-estrellas» a partir de los años 1970.
El historiador intelectual estadounidense, Richard Wolin escribió en el libro The Frankfurt School Revisited (2006) que el «enfoque de los estudios culturales floreció durante la década de 1980», bajo la creciente influencia de Foucalult, Stuart Hall y del Centro de Estudios de Cultura Contemporánea (Escuela de Birmingham), en la cual la cultura popular fue vista como una corriente de «resistencia» al poder. Es en esta línea que los Madonna studies se convirtieron en una especie de «industria académica artesanal» según Wolin.
La académica Mary Cross en Madonna: A Biography (2007), concuerda en que la nueva teoría importada de Europa junto a las guerras culturales de la ideología, originaron grandes «cambios al mundo académico estadounidense y al plan de estudios universitario». De esta forma surgieron departamentos enteros dedicados a los estudios de cultura popular y de los medios de comunicación.
El profesor Santiago Fouz-Hernández en Madonna's Drowned Worlds (2004) sugiere que la abundancia de la teoría crítica sobre la artista ha sido parte de un desarrollo más amplio en las tendencias metodológicas en la academia en donde el estudio de la cultura popular ha recorrido un largo camino desde que David Riesman lo describió en 1950 como un «campo relativamente nuevo en las ciencias sociales estadounidenses».
En el libro American Icons, se dijo que los académicos estadounidenses en la mayor parte del siglo xx se suscribieron en la idea del «canon universal». De esta manera aplicaron las mismas «lecturas textuales sofisticadas» con Madonna, quien recurría al uso del pastiche sobre diversas referencias de la cultura popular, además de valerse de «técnicas de vanguardia» como la sensibilidad camp. Otro antecedente para estos estudios de acuerdo a los mismos autores, es porque la artista hacía notar su «autoproclamada» afinidad con figuras de la alta cultura, lo que «tipificó los límites cada vez más borrosos entre la alta cultura y la de masas».

## Desarrollo y evolución

Según la National Geographic: «La personalidad pública en constante evolución de Madonna inspiró un área de enfoque completamente nueva y totalmente controvertida en la cultura popular: los Madonna studies.

El desarrollo intrínseco de los Madonna studies ocurrió, según varios expertos en los años de 1980. La revista Genre citó las palabras del escritor inglés Andrew Morton, quién en su libro Madonna (2001) notó que a mediados de ese decenio, la «influencia de la artista como un ícono posmodernista» fue «seriamente discutida» por profesores universitarios, expertos en género y por feministas, sentando así las bases de su «encanto académico». Aunque más de algún autor, como el crítico Contardo sugieren que el origen de los estudios se remonta a la década de 1990.
La justificación o razón de estos estudios fue cuestionada por varios críticos teóricos y académicos entre otros profesionales. Si bien depende también del grado temporal que se aplique, la mayoría de estos comentarios se suscriben casi en su totalidad durante los años 1990. La investigadora María Ángeles Durán lo resumió años más tarde, de la siguiente manera: «Madonna ha sido objeto de abundantes y diversos estudios, suscitando una gran controversia de opiniones». No obstante, Deborah Jermyn de la Universidad de Roehampton explicó que sobre esto existen «numerosos estudios académicos» que han demostrado las formas en las que Madonna ha polarizado las opiniones.
Lo que si es contundente, son las diversas fuentes contemporáneas que dedicaron publicaciones sobre el asunto de las opiniones. Por ejemplo, el Moscow-Pullman Daily News tituló un artículo de 1991, Madonna even controversial for scholars en donde hablaban de estas contradicciones y debates entre algunos de los expertos. En 1993, la académica Laurie Ouellette dedicó una publicación en On The Issues, en donde hizo notar que la influencia de la intérprete en el mundo académico «no pasó desapercibida al coincidir con las disputas de la época sobre el canon y el multiculturalismo».
Por otro lado y entre comentarios más retrospectivos, la autora Maria Wikse escribió en 2006 que si bien la cantante ya no estaba «en el centro de la atención académica», los Madonna studies siguen siendo un campo establecido dentro de los estudios culturales. Pamela Church Gibson del London College of Fashion en el libro Fashion and Celebrity Culture (2013) no hizo sino reforzar que «desde los años 1980, seguramente se ha escrito lo suficiente sobre Madonna para crear una nueva subdisciplina dentro de los estudios culturales».

## Características
Los Madonna studies son de carácter interdisplinar asociados principalmente con los estudios de medios, culturales y los estudios de cultura popular (o simplemente con la «cultura popular»).
La periodista estadounidense Anne Hull describió que los «Madonna studies son altamente especializados» en diversos temas. En efecto, los académicos que escribieron el libro The SAGE Handbook of Popular Music confirman que los estudios sobre la intérprete «tomaron una variedad de formas», puesto que «no todas necesariamente cuentan como estudios culturales».
El profesor Fouz-Hernández explicó que en lo que concierne a las teoría crítica y de cultura popular, existen una amplia gama de textos y recursos que se pueden utilizar ya que son temas de carácter interdisciplinar. El caso de ella resulta ser un buen ejemplo según el profesor, ya que «se revela como un enfoque ideal» donde se tiene al alcance herramientas como la música, vídeos, cine, actuaciones musicales en directo, entrevistas y más. Otra sugerencia proviene de los autores del libro Encyclopedia of Women in Today's World (2011) quienes comentaron que los estudios críticos sobre ella originan a su vez un «nexo crítico para la exploración de actitudes contemporáneas sobre la sexualidad, feminismo y la cultura de consumo» entre otros temas.
Los profesores del libro American Icons (2006) explicaron que «no solo su trabajo, sino su persona estaba abierta a múltiples interpretaciones». Es algo muy similar a lo que comentó John Fiske a finales de los años 1980, pues describió a la cantante como un «texto abierto» en lugar de ser uno «cerrado» y esto ha permitido que sea «leída de diferentes maneras y desde diferentes puntos de vistas». De hecho, el crítico literario Óscar Contardo encontró que desde 1983, «los ensayos y publicaciones académicas que tenían a la intérprete como foco, se multiplicaron, desmenuzando la semiótica de su imagen, de su música, de su puesta en escena, de sus vínculos mediáticos, sus mensajes implícitos y explícitos».
A principios de los años 1990, José Yunis detalló este efecto de la siguiente manera: «Existe una Madonna virtualmente por cada lista teórica». Es decir, hay una interpretación diferente sobre lo que ella es o lo que representa en los estudios e investigaciones de los diferentes especialistas. Yunis mencionó como ejemplo a la «Madonna Lacaniana» de la profesora Marjorie Garber, donde da pie a una interpretación de lo real, lo imaginario y lo simbólico; la «Madonna Foucaultiana» del escolar Charles Wells, la «Madonna Braudillardiana» de Schwichtenberg, la «Madonna Marxista» de Melanie Morton o la «Madonna Freudiana» de la socióloga Cindy Patton. De manera similar, Caroline von Lowtzow del diario alemán Süddeutsche Zeitung describió esa idea que se apoya con lo que dijo Yunis, al indicar que existe «una Madonna diferente» en «casi todas las ramas teóricas» (las teorías de Lacan, Foucault o Baudrillard), aunque también señaló que esto ha provocado que su nombre aparezca en el Postmodernism Generator, la cual es una herramienta casi siempre asociada y denominada como un «generador de la parodia».

## Temas o áreas de estudio
Diversos académicos como es el caso de Cathy Schwichtenberg, han indicado y hablado de la variedad de temas desarrollados dentro de este campo de estudio. Ella lo explicó de esta forma: «'El paradigma Madonna' sirve como punto de referencia para debates teóricos sobre temas de moralidad, sexualidad, rol de género, multiculturalismo, feminismo, raza, racismo, pornografía y capitalismo (por nombrar algunos)». Con esto, Schwichtenberg también sugiere que la artista puede «leerse como un barómetro de la cultura que dirige nuestra atención a los cambios y luchas culturales».
A veces, también es citado por varios expertos el ejemplo del autor Steven Anderson, quien en 1989 dijo: «[...] La resonancia de Madonna en la mente del público —nos guste o no— se ha convertido en un repositorio de todas nuestras ideas sobre la fama, dinero, sexo, feminismo, cultura pop, e incluso la muerte». En 2016, Deborah Jermyn de la Universidad de Roehampton escribió que la artista «continúa funcionando como repositorio» para todas estas ideas.
| Ejemplos              | Ejemplos                | Ejemplos           | Ejemplos          |
| --------------------- | ----------------------- | ------------------ | ----------------- |
| Estudios de la mujer  | Estrategias de mercadeo | Estudios de género | Estudios raciales |
| Estudios étnicos      | Teoría queer            | Teoría crítica     | Feminismo         |
| Cultura contemporánea | Posmodernidad           | Multiculturalismo  | Cultura popular   |
| Celebrity studies     | Film studies            | Estudios queer     | Sexualidad        |
| \| \|                 |                         |                    |                   |
|                       |                         |                    |                   |

## Obras referenciales
N.B.: En estas secciones solo se incluyen algunos ejemplos. Dirígase a Anexo:Material académico sobre Madonna para ver una lista de ejemplos más exhuastiva.
Tal como lo indicó la académica canadiense Karlene Faith: «Madonna ha sido objeto de estudios en muchas universidades». Existen diversos discursos científicos sobre ella y se han impartido conferencias y realizado convenciones en clases universitarias donde se han tenido como punto central su figura, o temás más específicos como sus videoclips.
Existe una gran variedad de material académico escrito sobre ella en todo el mundo. En Madonna: Playing in the Heart of Darkness (1993), la autora explica que estas obras como revistas y ensayos académicos en su nombre «se pueden ver en todo el mundo» y que en instancia, era gracias a los avances tecnológicos y éticos en la última mitad del siglo xx.
El profesor universitario Thomas Ferraro nombró un par de ejemplos de las obras relacionadas con los estudios sobre la artista, como los libros The Madonna Companion: Two Decades of Commentary (1999) de Carol Benson y Alan Metz; Madonna, Bawdy & Soul (1997) por Karlene Faith o The Madonna Connection —en español: La conexión de Madonna— de 1993 cuya autora es la académica Cathy Schwichtenberg. La investigadora Joanne Garde-Hansen nombró a estos dos últimos libros; los escritos por Faith y Schwichtenberg, como «ejemplos fundacionales» en la atención académica suscitada hacía la intérprete.
El profesor Paul Rutherford mencionó más ejemplos como los ensayos de 1993, Deconstructing Madonna y Madonnarama. El primero fue escrito por la profesora Fran Lloyd, con el que pretendía acercar a sus alumnos a los estudios culturales. El segundo se basó en el estudio del primer libro de la intérprete, Sex y fue escrito por los especialistas en temas de homosexualidad y lesbianismo, Lisa Frank y Paul Smith.
El articulista Javier Ortiz habló sobre el libro que el profesor Robert Miklitsch escribió en 1998: From Hegel to Madonna: Towards a General Economy of Commodity Fetishism. Si bien no es una obra dedicada en su totalidad a la cantante, Miklitsch se acerca al tema de los Madonna studies en varias páginas y relaciona a la intérprete con el concepto del fetichismo de la mercancía.
Entre las tesis más famosas se encuentra Like a Thesis: A Postmodern Reading of Madonna Videos del entonces estudiante Chip Wells de la Universidad Estatal de Florida. La obra de más de cien páginas, llamó la atención de diversos académicos y de medios como Orlando Sentinel y Tampa Bay Times quienes dedicaron artículos completos para hablar sobre su trabajo. En 2018, el profesor Manav Ratti publicó el ensayo The Icon and the Text: American Book History and the Construction of the World's Largest-Grossing Illustrated Book, Madonna's Sex (1992) en la revista de revisión por pares de la  Cambridge University Press, el Journal of American Studies. Ratti describió que este artículo «extiende los estudios sobre Madonna».

### En los Estados Unidos
Probablemente es en los Estados Unidos donde se han impartido más clases sobre Madonna que en el resto del mundo, al menos durante los años de 1980. Nesto Villamor de The Objective los describió como «una disciplina académica de las ciencias sociales relativamente popular» en ese país. La autora Carol Gnojewski también indicó que estuvieron de moda en los campus universitarios.
En 1992, Elizabeth Tippens de Rolling Stone informó que la cantante era parte del programa de estudios en universidades en toda la nación. Georges-Claude Guilbert, apuntó en Madonna as Postmodern Myth (2002) que las universidades de Princeton, Harvard, UCLA, Rutgers y la Universidad de Colorado fueron de las primeras en proponer cursos sobre la artista. Las Siete Escuelas Hermanas también han impartido clases donde han estudiado su influencia en nuestra cultura.
Emma Brockes de The Guardian destacó el ejemplo de Harvard, siendo una de las mejores universidades que la incluyó en su módulo de los estudios de género con un Master of Arts (MA). Gnojewski dijo que los currículos incluyeron los departamentos de musicología, estudios de la mujer y la cultura contemporánea en los casos de la Universidad de California, Rutgers y Hardvard.
También ha sido objeto de estudio en el Departamento de Cultura Popular — el primer departamento sobre cultura popular en los Estados Unidos — de la Universidad Estatal de Bowling Green. Mathew Donahue es por ejemplo, un docente que ha dado conferencias seguidas sobre ella en ese departamento en las clases de música y cultura según lo indicó The Plain Dealer en 2013.
Una de las conferencias más notables que se realizó en su honor en una entidad educativa estadounidense fue la de enero de 1993 en la Universidad de California en Santa Bárbara, llamada Madonna: Feminist Icon or Material Girl?. Los profesores se centraron en la dualidad de la intérprete vista como ícono feminista o una «chica material». En 1991, un récord de asistencia de 2 100 académicos se dieron cita en una conferencia de la Popular Culture Association en San Antonio, Texas para hablar de diversos temas, entre ellos Madonna.

### En el resto del mundo

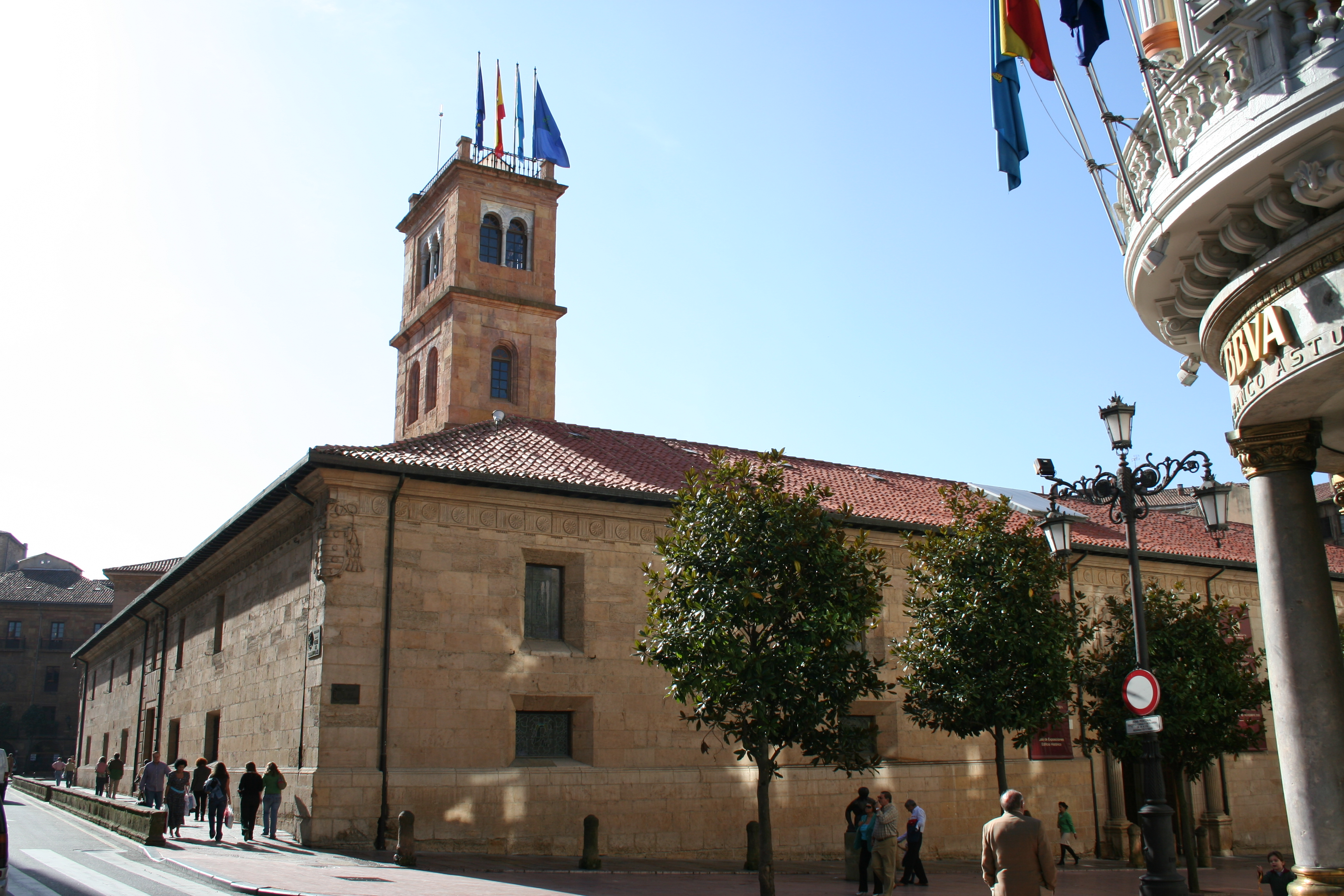
Madonna se convirtió en la primera artista femenina en ser estudiada en la Universidad de Oviedo cuando en 2015, un grupo de profesionales de varias disciplinas realizaron el curso Who's That Girl? Madonna y la cultura pop contemporánea.

Fuera de los Estados Unidos, también existen diferentes instituciones de educación superior que han impartido clases teniendo como punto central a la cantante. Al respecto, la periodista Newitz señaló que la intérprete estaba ocupando «un lugar definitivo en el plan de estudio de culturas post-occidentales en las universidades» en todas partes.
El periodista musical Simon Reynolds habló en particular sobre esta onda expansiva de su influencia en la academia entre los universitarios de Fráncfort, Alemania, en especial los de la Facultad de Comunicación. A principios de los años 1990, Rossi Leena-Maija del diario Helsingin Sanomat también notó la presencia de la cantante en su nación: Finlandia e informó que ella ya era parte de la «vida académica finlandesa».
En 1997, se creó el curso opcional dentro del departamento de musicología llamado «Madonna: The Music and the Phenomenon» —en español: Madonna: la música y el fenómeno— en la Universidad de Ámsterdam. Fueron 10 clases en total o 44 horas lectivas, donde se utilizó el libro La conexión de Madonna como texto obligatorio para este curso más otro libro escrito totalmente en holandés sobre sus canciones. Siguiendo el sistema de estudios de educación superior en la nación, los estudiantes tuvieron que demostrar los conocimientos adquiridos en un examen final.
En 2015, diferentes profesionales como sexólogos, musicólogos y profesores impartieron la clase extensiva Who's That Girl? Madonna y la cultura pop contemporánea en la Universidad de Oviedo, siendo la primera artista femenina en recibir ese trato en la entidad educativa. Los mismos autores materializaron estos análisis en un libro que llamaron Bitch She's Madonna (2018), que fue promovido como «el primer estudio cultural en español» sobre la intérprete.

## Especialistas
Los especialistas en Madonna en esta área de estudios fueron frecuentemente llamados Madonna scholars o Madonnologists.

## Observaciones

### Críticas
Los Madonna studies han sido objeto de muchas y variadas críticas. La académica Laurie Ouellette notó que estas detracciones se dispararon cuando salió la antología The Madonna Connection en 1993, una obra que para muchos expertos estaba llena de «sobreinterpretaciones» y que salió al mismo tiempo con el publicitado y polémico primer libro de Madonna, Sex. Barbara Stewart de Orlando Sentinel también dijo que para mucha gente fuera de los Estados Unidos, el oír hablar sobre estos estudios provocó risas e indignación en algunos. Entre las críticas más generalizadas está lo que muchos calificaron como «una pérdida total de tiempo y dinero», como en el caso del comentarista conservador Roger Kimball.
Elizabeth Tippens de Rolling Stone prestó atención a muchas de estas opiniones y sutilmente mencionó el factor tiempo. El contexto radica en su artículo de 1992 en donde mencionó que las canciones, vídeos y películas de la intérprete «solo habían ocupado nuestra conciencia durante diez años», sugiriendo a la par la inquietud de muchos con planteamientos como: «¿Esperamos otros cincuenta años antes de atrevernos a "deconstruir a Madonna"?» o «¿Qué nos está enseñando Madonna acerca de nuestra cultura y sobre nosotros?». El profesor de inglés de la Universidad de la Florida fue directo y simplemente los describió como un old hat; una frase que se puede utilizar en contexto como tema o idea vieja u obsoleta.

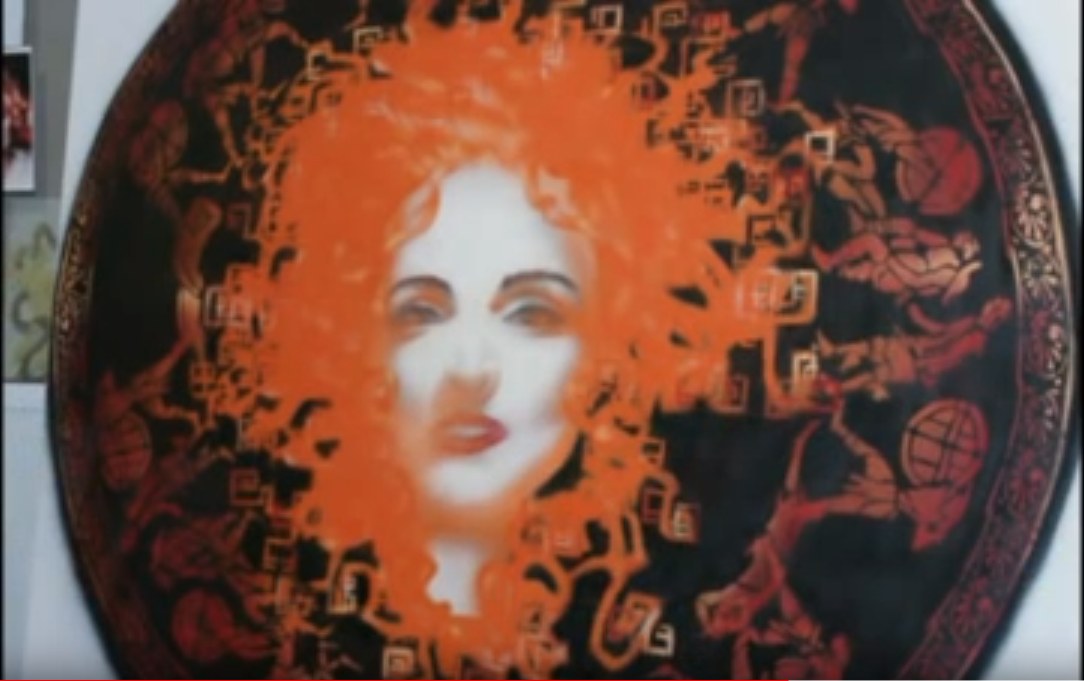
Madonna ha sido descrita como una «Medusa moderna» en contextos académicos de una forma peyorativa. En la imagen, una representación artística de Madonna como Medusa (Madonna Graffiti Medusa).

Fred Friendly, experto en periodismo y expresidente de CBS, planteó: «No puedo ver que ella tenga [algún] valor permanente en la sociedad». Aunque si bien fue crítico en esa parte, al mismo tiempo explicó que la única forma de verla como objeto de estudio era en el sentido de cómo los medios «crearon» su personaje, algo que le resultó más razonable que analizar lo que ella hace, pues es allí donde representa «una pérdida de tiempo».
Muchas críticas estuvieron dirigidas especialmente a Madonna, situación que se agudizó con el lanzamiento del libro Sex. Es en ese momento cuando la prensa dominante aprovechó a lanzar comentarios peyorativas hacia su persona y a los estudios sobre ella. Así lo sugiere Ouellette, quien encontró varios ejemplos con titulares y comentarios como: «Es una oportunista insípida que no merece la atención de estudios académicos», mientras otros dijeron: «El trabajo académico sobre Madonna, aunque se considera "serio", es en realidad una complicada enrevesada que tiene poca importancia social y no agrega nada al avance del conocimiento».
Otras observaciones surgieron tras verse la respuesta de los alumnos. Es lo que le pasó al musicólogo Robert Walser, quien constató que muchos estudiantes se mostraron «un poco escépticos» cuando se trataba de estudiar a la intérprete. El contexto, según Walser también radica en que en un sentido generalizado, los alumnos han sido «entrenados» para que no se imaginen que algo relevante pudiera pasar cuando se trata de la cultura popular; en especial por protagonistas mujeres.
Además, la preocupación de Kimball en este sentido, era que la presencia de la cantante en las aulas hace nada más que «defraudar a los estudiantes de educación de las artes liberales» al mismo tiempo que calificaba a Madonna nada más como un sujeto de «entretenimiento». Si bien Camille Paglia comentó muy positivamente sobre la intérprete durante el punto álgido de estos estudios, también señaló que «no necesitamos un curso completo de Madonna».
Mucho tiempo después, en 2017, Mark Liberman de Inside Higher Ed explicó que «los materiales impresos a menudo se quedan atrás de los rápidos avances en idioma y cultura». Esto lo dijo porque Kathryn Murphy-Judy, profesora de francés de la Universidad de la Mancomunidad de Virginia notó que los alumnos se preguntaban: «¿Qué tiene que ver Madonna con el francés?», ya que, el problema comenzó cuando los alumnos encontraron referencias repetidamente a las letras de sus canciones en un libro de texto que se usó como material de estudio.

### Contrarespuestas

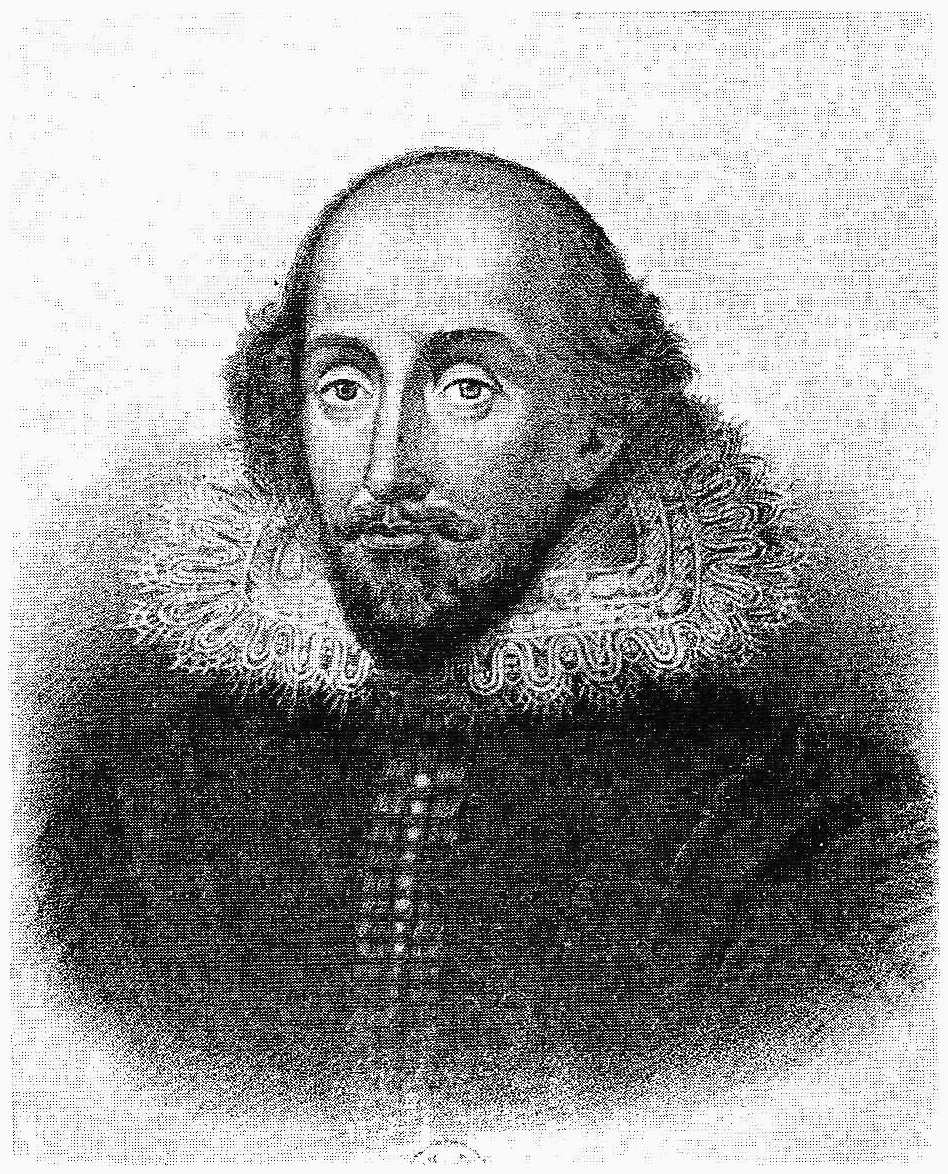
Para muchos defensores, estudiar a la intérprete y desarrollar los Madonna studies era igual de importante como estudiar figuras de centurias pasadas como William Shakespeare (imagen).

Al margen de las críticas suscitadas mayormente en la década de 1990, varios Madonna scholars junto a otros académicos y especialistas refutaron casi de manera inmediata los comentarios de los opositores. 
Gregory Ulmer, profesor de inglés en la Universidad de Florida mencionó que «vale la pena estudiar cualquier cosa» ya que «para eso están las universidades». Charlie Sykes también se sumó a la defensa de estos estudios, y compartió su punto de vista de que no existen «temas demasiado ridículos» para que no puedan ser objeto de investigación académica. Theodore Clevenger, entonces decano del departamento de comunicación de la Universidad Estatal de Florida, expresó:

Este tipo de investigación es de rutina. Desde un punto de vista académico, no me parece peculiar. Piénselo de esta manera: si usted es un marciano que intenta averiguar lo que está sucediendo en la Tierra, Madonna es como un blip (punto luminoso) en el planeta [...]

La historiadora estadounidense Marilyn B. Young, es otra defensora e hizo saber que este tipo de estudios no le parecía «nada inusual». Ella justifica el hecho de que «la cultura pop ha sido estudiada durante mucho tiempo en las universidades». Jesee Nash, profesor de antropología e historia en la Universidad de Loyola si bien señaló que hay que darle prioridad a materias como la literatura clásica o filosofía antes que a Madonna o cualquier tema de cultura popular, también consideró que es un «gran error» descartar a la cantante. Esto según sus palabras, porque una generación entera estaba formando opiniones gracias a ella.
Lynne Layton de la Universidad de Harvard propuso que es importante aplicar el mismo rigor de enseñanza a los estudiantes para que aprendan a leer y ser críticos de la cultura popular —como con el caso de Madonna— tal como sucede con la alta cultura. Ideología también compartida por Schwichtenberg, quien puso un ejemplo similar con los medios de comunicación masivos.
En defensa a las críticas dirigidas especialmente a Madonna, muchos estudiosos coincidieron de que «es digna» de ser investigada y estudiada como lo fue Charles Dickens en el siglo xviii. Sobre este tema, Young afirmó: «La gente asume que sobre ella no se habla en serio porque es un poco atrevida. Pero su impacto es serio». Schwichtenberg, quien también se pronunció sobre este punto, describió a la cantante como «una figura muy importante para varios grupos subculturales», por lo que según ella, el decir que «no merece ser estudiada resulta muy condescendiente para mucha gente».
A modo de respuesta a muchas de las críticas, la profesora Lisa Henderson sugirió que «una disertación sobre Shakespeare podría haber sido tan ridícula hace 300 años como una disertación sobre Madonna podría serlo hoy día». Las comparaciones con otras figuras de varios siglos pasados que despiertan hoy día interés académico, resultó ser un punto relativamente recurrente para muchos defensores de los Madonna studies. Por ejemplo, el profesor Nash sintió que con Madonna «puede ser más valioso que leer a Shakespeare». Young puso de ejemplo a Leonard Bernstein, a modo de probar que la cantante resulta ser más importante —que Bernstein— para la actual generación. Por su parte, la musicóloga Susan McClary dijo: «Hace posible buenas discusiones. Hay mucho en juego allí, mucho más que cuando se habla de Stravinski».
En el lado contrario de las reacciones reacias estudiantiles como le pasó al musicólogo Walser o a las preocupaciones compartidas por Kimball, existen ejemplos que demostraron lo contrario. En una fuente contemporánea, la profesora Ann Cvetkovich expresó que los alumnos estaban «entusiasmados con estudiarla». Esto debido a que Madonna les abría los ojos para «darse cuenta de que están en juego serios problemas de consumo y del feminismo». Gary Burns y Elizabeth Kizer también dijeron que los «estudiantes de las clases de comunicación encuentran útil estudiarla porque es una figura cultural fascinante y prolífica». Varios años más tarde, en 2008, el profesor y economista Robert M. Grant dijo que dar su curso de estrategias de mercadeo teniéndola como punto central, hacía posible que los alumnos contribuyeran al desarrollo y discusión de la clase debido a la familiaridad con la cantante.

### Comparaciones con otros estudios y corrientes

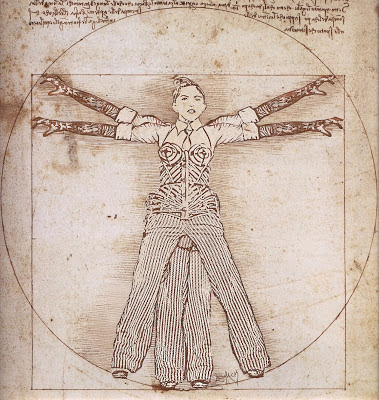
Madonna vitruvio.

La académica Ouellette cree que algunas de las críticas tienen «algo de verdad», lo sugiere tras indicar que al igual con lo que sucede en varias investigaciones académicas, los contribuyentes de los estudios sobre la intérprete tienden a utilizar una «jerga pesada y propensa a la 'sobreinterpretación'». Con este preámbulo propuesto por Ouellette es necesario resaltar que existen diversos comentarios comparativos con otras corrientes de estudios, tanto en buen como en mal sentido.
Según la periodista estadounidense Julia Keller: «'Madonna studies 101' es el apodo burlón que a veces se aplica a los estudios culturales». El profesor Michael Bérubé ha sido crítico a la hora de hablar sobre los estudios culturales estadounidenses donde ha puesto de ejemplo a los Madonna studies. En un artículo para The Chronicle of Higher Education dijo que una vez que la corriente de los estudios culturales llegaron a los Estados Unidos desde Gran Bretaña, se han convertido básicamente «en una rama de la crítica de la cultura pop» y ahora estos estudios «significan todo y nada», a la vez que citaba las palabras de Stuart Hall: «Realmente no puedo leer otro análisis de estudios culturales de Madonna o The Sopranos».
En Australian Feminism: A Companion (1998), la historiadora del feminismo Barbara Caine indicó que tales estudios sobre la cantante eran ahora «considerablemente anticuados». Mientras consideraba los estudios sobre el girl culture como «muy importantes», señaló de manera personal no defender a los Madonna studies como estudios académicos o políticos.
El historiador David Roediger notó que la periodista Margaret Tablot realizó un artículo de 1997 para la revista New York donde ridiculizó a los estudios acerca de la «blanquitud» y los decribió como la «última moda de los académicos». David notó que Tablot los llamó un «torpe sucesor» de los Madonna studies y los porn studies. El profesor Matt Wray, por su parte, dijo que los Madonna studies ya «habían pasado su mejor momento», aunque reconoció que «se hizo un gran trabajo sobre el significado de Madonna». Esto lo dijo después de haber conversado con The Wall Street Journal al defender la idea de los estudios acerca de la blanquitud y que la misma Margaret citó.
El educacionista Chris Woodhead —por aquel entonces el inspector jefe de escuelas en Inglaterra— acusó a las universidades de «devaluar» la educación superior al ofrecer «títulos cuasi-académicos» con cursos como los Madonna studies, ya que agregan poco o nada para las perspectivas de empleo de los estudiantes.
Algunos académicos también han usado a los Madonna studies para defender otros estudios culturales similares. Tal es el caso del interés académico que despertó Beyoncé en la década de 2010. Erik Steinskog de la Universidad de Copenhagen fue uno de estos defensores usando el caso de la intérprete. Jaap Kooijman de la Universidad de Ámsterdam escribió al estudiar el caso de Beyoncé, que los estudios y análisis orientados a ella sugerían que podría convertirse en los Madonna studies de la década.
En otros comentarios, el profesor Thomas Ferraro dijo que los Madonna studies son como «el equivalente a los Cultural Studies Central en los años de 1990» y que a diferencia de los análisis sobre Sinatra, estos estudios especializados en la cantante han tenido una perspectiva «bastante académica en enfoque, lenguaje e ideología».

### Ambivalencias

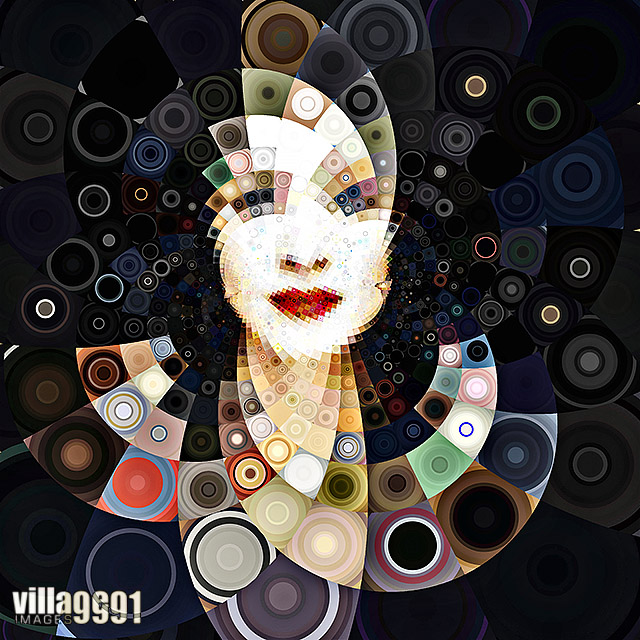
Para muchos expertos, el personaje de Madonna representa un paradigma de contradicciones y ambigüedades. Es algo que ha sido usado tanto en contra como a favor en los Madonna studies. En la imagen, una representación artística de Madonna al estilo mosaico.

La espesura de análisis e investigaciones académicas sobre la artista generó algunos efectos inesperados. Es un planteamieto hecho por más de un autor casi de manera más reciente, quienes lo vieron como un problema más allá de ser una bondad. En el 2000, el periodista de investigación, Ethan Brown escribió en la revista New York que estos estudios no han hecho más que oscurecer «lo que hizo que su tema fuera tan atractivo en primer lugar (la cantante)».
Caroline von Lowtzow de Süddeutsche Zeitung, también es de esas autoras con tales afirmaciones, pues señaló del asunto: «Parece que se ha alcanzado un grado de saturación». Según Caroline, esto desencadenó que «la inundación de las teorías sobre [la artista] disminuyera por primera vez» a partir del comienzo del siglo xxi. Por su parte, Jim McGuigan en el libro Guaraguao (2006) indicó que «en los estudios culturales el caso de Madonna ha sido tan excesivamente trabajado que se ha llegado al tedio, como ocurrió en las antiguas escuelas con el problema histórico sobre las causas de la Primera Guerra Mundial».
Por otro lado, el fenómeno de las contradicciones entre las revisiones y en Madonna misma, ha sido generalmente visto como una cualidad. Los especialistas que escribieron Bitch She's Madonna resumieron que la cantante representó un «paradigma de los postulados de la postmodernidad, creando un personaje ambiguo (a veces contradictorio) con recursos como la ironía, la parodia, la nostalgia y la cita, que derrumbaba (clichés) universales y rompía barreras entre la alta y la baja cultura».
El profesor e historiador económico estadounidense, Robert C. Allen concluyó a partir de este punto que «Madonna es 'el sitio' de toda una serie de discursos», que si bien muchos de los cuales se contradicen entre sí, «juntos producen imágenes divergentes en circulación». Las académicas Marguerite van den Berg y Claartje L. ter Hoeven de la Universidad de Ámsterdam sugieren, además que estas «tensiones sociales y culturales encarnadas» con este símbolo no hacen sino explicar «la fascinación pública y científica sin paralelo» que gira en torno a ella. En 2018, Ana María Ospina de Radio Francia Internacional tras haber conversado con el profesor Eduardo Viñuela concluyó: «A contracorriente, la artista seguirá marcando la pauta, y para quienes la estudian como referente social, lo hará como siempre, a la vanguardia de su época». El académico Douglas Kellner también encontró sentido de estos puntos, y así lo hizo notar al decir:

[...] Madonna [representa] un desafío provocativo para los estudios culturales. Desempacar la riqueza de sus estrategias artísticas, significados y efectos requiere el despliegue de una gama completa de críticas textuales, estudios de audiencias y análisis de la economía política y de la cultura pop en nuestra sociedad contemporánea. Su trabajo se hizo cada vez más complejo y es precisamente esta complejidad lo que la ha convertido en un objeto de análisis académico muy controvertido durante décadas. [Ella] permite muchas lecturas, incluso contradictorias, que se basan en textos polisémicos y modernistas y en sus efectos culturales contradictorios.

## Legado
De acuerdo a los académicos que escribieron el libro American Icons (2006), el estudio a su obra y persona «aceleró el desarrollo de los estudios culturales estadounidenses». Los profesores del libro Religion and Popular Culture: Rescripting the Sacred (2008) dijeron que «a pesar de la burla (quizás equivocada) sobre los Madonna studies a principios de los años 1990, el período produjo un trabajo importante e innovador en cuanto a los estudios culturales que se centraron en la música, los videos, las películas y la personalidad de [la artista]».
Amol Rajan en The Independent explicó del porqué muchas personas asisten a las universidades. Una de esas razones según su nota, ha sido la «redefinición de los títulos universatarios» con cursos como los estudios sobre Madonna. El caso especifíco y especial de los Madonna studies, lo hizo notar Emma Brockes de The Guardian, quien mencionó que «desde entonces, hemos entrado en la emocionante nueva era de los estudios "post-Madonna"».
Y es que según Cathy Schwichtenberg, autora de The Madonna Connection: «Los académicos suelen ser los últimos en conocer los fenómenos populares (o los ignoran voluntariamente), pero la reacción a Madonna ha demostrado ser una excepción a la regla». Jaap Kooijman de la Universidad de Ámsterdam explicó que antes de ella, se prestaba mayor atención académica a artistas de géneros como el rock and roll, folk, jazz y el soul. Esto cambió con la intérprete y llevó el pop al primer plano.
También es necesario resaltar el planteamiento de Caroline von Lowtzow de Süddeutsche Zeitung, quién explicó que «interpretar (estudiar) a Madonna nunca fue solo del dominio sensacionalista», ya que desde el principio ella representó mucho más que 'solo ser' una cantante, bailarina, actriz o figura del escándalo. Fue más bien, una obra de arte total a tal punto de dar lugar a la creación de su propia rama de investigación: los Madonna studies.
En 1995, la revista New York la incluyó entre los 100 Neoyorquinos más inteligentes y la columnista de la nota, Lynn O'Brien Hallstein de la Universidad Estatal de Ohio, la clasificó como un «fenómeno cultural» que «se transformó en sí misma, en el tema de toda una subdisciplina académica».
La propia Madonna comentó sobre esta disciplina en al menos dos ocasiones. Una de ellas fue en la entrevista que tuvo con Jon Pareles del The New York Times en 1994 y la otra en una fecha quizás desconocida, fue citada por Georges-Claude Guilbert en Madonna as Postmodern Myth:

1. Me río. Es divertido. Es halagador porque obviamente estoy en la mente de muchas personas […]

2. Es halagador para mí que la gente se tome el tiempo de analizarme y que yo esté tan infiltrada en sus psique, al punto que tengan que intelectualizarme. De cualquier modo, prefiero estar en sus mentes que no estarlo.

### Impacto en la carrera de Madonna

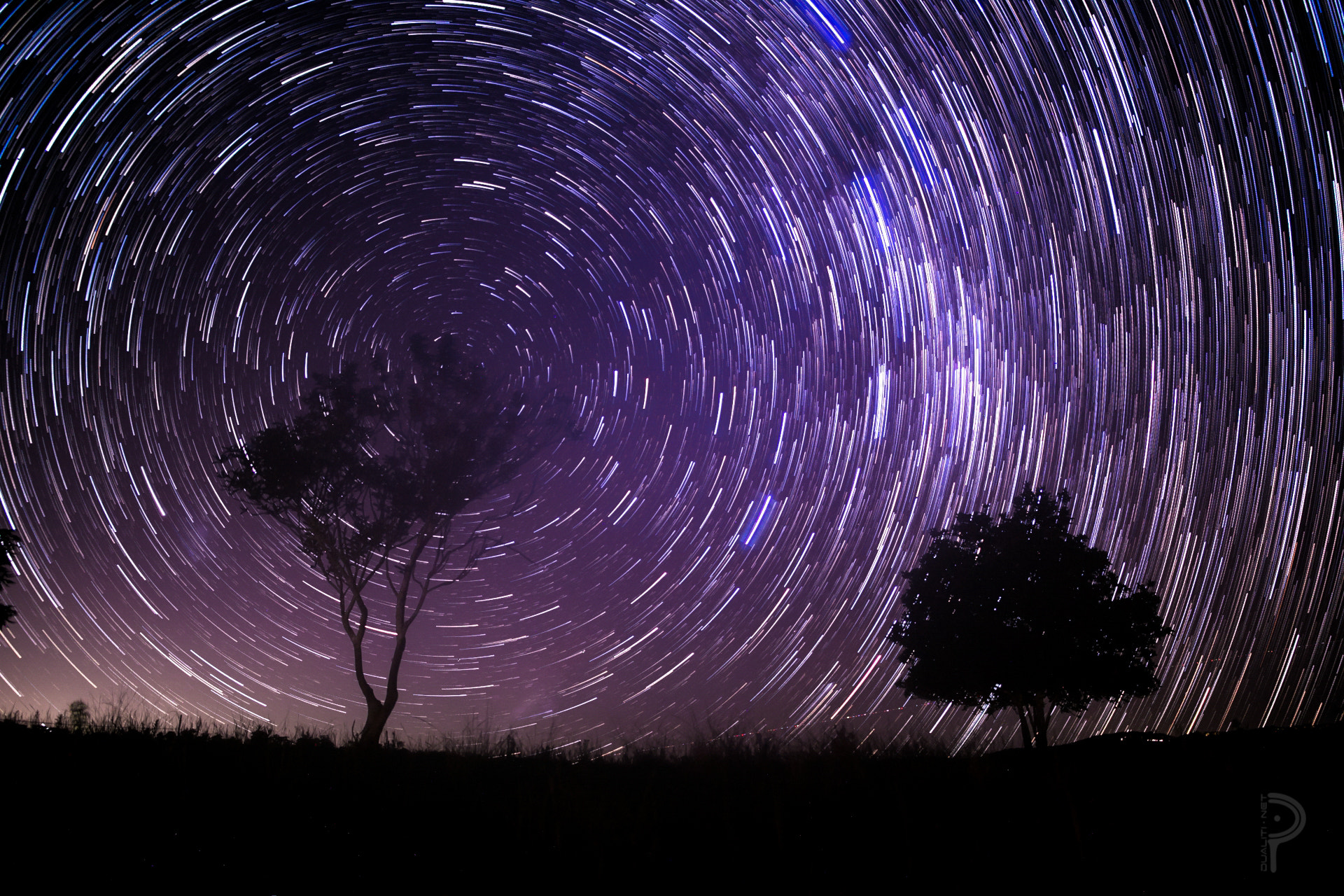
Leer todo lo que se ha escrito sobre Madonna sería como «mapear la inmensidad del cosmos» según el erudito David Tetzlaff (ca. 1993). En la imagen una representación del cosmos.

Diversos autores han notado y aplaudido su presencia en el mundo académico. Esto según el escritor estadounidense Thomas Frank (quien a pesar fue crítico sobre estos estudios), se debe a diversos factores a la vez que mencionó que es «ampliamente celebrada en la academia por las mismas características que la hacen tan atractiva para la industria discográfica». En Encyclopedia of Women in Today's World, los autores coincidieron que estos estudios críticos sobre ella «la revelan como un símbolo, imagen y una marca».
Alrededor del año 1993, el erudito David Tetzlaff la llamó la «chica metatextual» y parafraseó que leer todo lo que se ha escrito sobre Madonna sería como «mapear la inmensidad del cosmos». La ensayista Alina Simone lo experimentó al escribir Madonnaland (2016). Su testimonio mientras hizo referencia a los Madonna studies, era que «no existe escasez de material sobre Madonna, sino un exceso abrumador». De forma retórica se preguntó: «¿Qué se podría escribir sobre [ella] que no se haya escrito un millón de veces?».
Otros autores encontraron que ella tiene una posición única al resto de cantantes y celebridades en materia académica. Así lo demuestra por ejemplo, Elizabeth Tippens de Rolling Stone quien mencionó que «ninguna artista femenina se había infiltrado tanto» como ella en la academia. En 1996, el bibliotecario y teólogo finés Tore Ahlbäck escribió que «casi ningún otro artista popular ha recibido tanta atención de la comunidad científica como Madonna». Finalmente, Gregory Ulmer, profesor de inglés en la Universidad de Florida indicó que era «la figura pop más estudiada en las universidades».